# Барклис Център
„Барклис Център“ е мултифункционална арена, намираща се в Бруклин, Ню Йорк, САЩ. Арената има капацитет до 19000 души и е дом на Бруклин Нетс.
|  | Тази страница частично или изцяло представлява превод на страницата Barclays Center в Уикипедия на английски. Оригиналният текст, както и този превод, са защитени от Лиценза „Криейтив Комънс – Признание – Споделяне на споделеното“, а за съдържание, създадено преди юни 2009 година – от Лиценза за свободна документация на ГНУ. Прегледайте историята на редакциите на оригиналната страница, както и на преводната страница, за да видите списъка на съавторите. ВАЖНО: Този шаблон се отнася единствено до авторските права върху съдържанието на статията. Добавянето му не отменя изискването да се посочват конкретни източници на твърденията, които да бъдат благонадеждни. |